# Turgutlu
Turgutlu és una ciutat i un districte de la província de Manisa. La ciutat té 119.985 habitants i quatre municipis incorporats; al conjunt del districte, la població total és de 143.990 sobre una superfície de 473 km². La ciutat es remunta a l'antiguitat i va ser destruïda en la Primera Guerra Mundial.
Als anys 20 es van crear fins a cent fàbriques de maons. No obstant això, les raons econòmiques van fer que moltes d'elles haguessin d'ajustar la seva activitat en els anys posteriors.